# Литвинов Євген Леонтійович
Євген Леонтійович Литвинов (14 липня 1924, село Щурове, тепер Лиманської міської об'єднаної територіальної громади Донецької області — 26 лютого 1980, Київ) — український радянський партійний діяч, 2-й секретар Київського міськкому КПУ, 2-й секретар Київського обкому КПУ. Депутат Верховної Ради УРСР 8—9-го скликань. Член Ревізійної Комісії КПУ в 1971—1976 р. Голова Ревізійної Комісії КПУ в 1971—1976 р.

## Біографія
Народився у селянській родині. Трудову діяльність розпочав у 1941 році. З 1942 року — кіномеханік.
З 1944 року — у Червоній армії. Учасник німецько-радянської війни. Служив кінотехніком 11-ї мотострілецької бригади 10-го танкового корпусу.
Член ВКП(б) з 1949 року.
Освіта вища. У 1954 році закінчив Київський інститут кіноінженерів.
У 1954—1958 роках — інженер-конструктор, секретар партійного комітету КПУ Київського заводу «Точприлад».
У 1958—1960 роках — 2-й секретар Жовтневого районного комітету КПУ міста Києва; завідувач промислово-транспортного відділу Київського міського комітету КПУ. У 1960—1964 роках — 1-й секретар Жовтневого районного комітету КПУ міста Києва.
У грудні 1964 — лютому 1969 року — секретар Київського міського комітету КПУ.
У лютому 1969 — червні 1971 року — 2-й секретар Київського міського комітету КПУ.
24 травня 1971 — 23 жовтня 1975 року — 2-й секретар Київського обласного комітету КПУ.
У 1975 — 26 лютого 1980 року — 1-й заступник голови Державного комітету Ради Міністрів Української РСР з охорони природи.

## Нагороди
- два ордени Трудового Червоного Прапора
- орден «Знак Пошани»
- медалі
- Почесна грамота Президії Верховної Ради Української РСР (11.07.1974)